# Шведт
Шведт (н.-луж. Schwedt nad Wódru, Swjecje; пол. Świecie; нім. Schwedt/Oder) — місто в Німеччині, в землі Бранденбург. Місто у давнину було резиденцією  особливої шведтської лінії роду Гогенцоллернів.
Входить до складу району Уккермарк. Населення - 34 035 осіб (на 31 грудня 2010. Площа - 200,11 км². Офіційний код — 12 0 73 532.
Місто поділяється на 5 районів.

## Назва
Назва міста слов'янського походження, котра засвідчена в середньовічних джерелах у формі Scwet (1265), Zuet (1269), Zweth (1271), Zswet (1295), Zweth (1321), Sweit (1354), Sweet (1373), Swet (1375). Реконструйована полабська форма *Svět від *svět "світло". Польська форма: Świecie nad Odrą, Świecie Odrzańskie, Świeć.

## Російськомовна спільнота міста
На початку 2000 до міста з колишніх республік СРСР почали переїжджати родини пізніх переселенців. На кінець року нараховувалося 300 російськомовних родин. Загалом, вони не буди інтегровані у німецьке суспільство, не мали роботи. Але завдяки державним програмам підтримки умови поступово покращувалися.
У місті виходить російськомовна газета «Корисна газета».
2007 року вперше відбулось хрещення у церкві РПЦ.

## Демографія
Протягом останніх 8 років знесено 1 з 5 районів через відсутність мешканців.
З майже 52 000 мешканців у 1981 до 2008 залишилася більш ніж половина, приблизно 35 000 чоловік. Основна працездатна маса переїжджає до Західної Німеччини.
Після об'єднання Німеччини у місті через неприбутковість закрилося кілька великих фабрик, у тому числі й старовинна, заснована 1800 року, тютюнова фабрика.
| Рік  | Населення |
| ---- | --------- |
| 2005 | 37 940    |
| 2010 | 34 586    |

### Міста-партнери
- Леверкузен,  Німеччина, 1989
- Хойна,  Польща, 1994
- Грифіно,  Польща, 1994
- Моринь,  Польща, 2000
- Кошалін,  Польща, 2004
- Пренцлау,  Німеччина, 2011

## Галерея

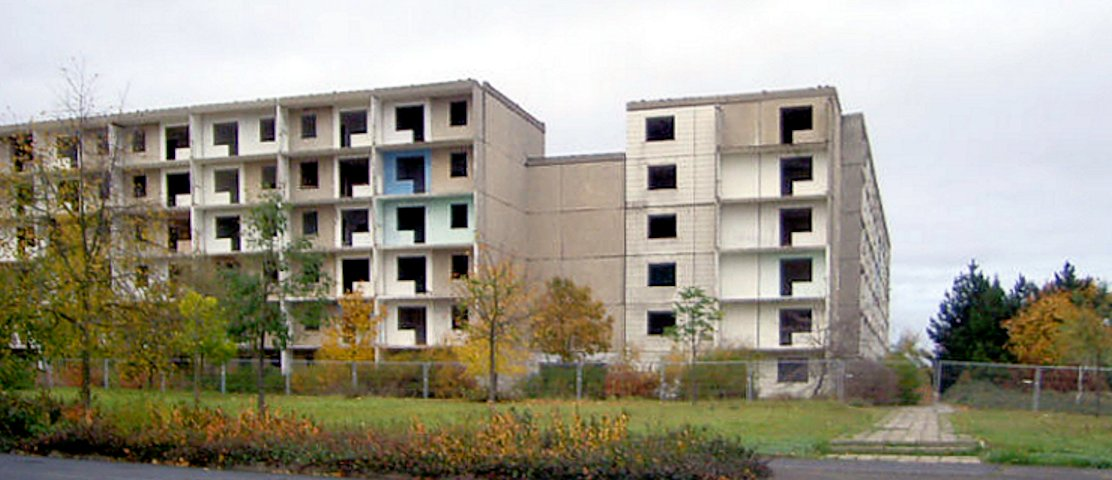
1 з 5 районів майже повністю знесено через відсутність мешканців (через міграцію місцевих жителів до Західної Німеччини)
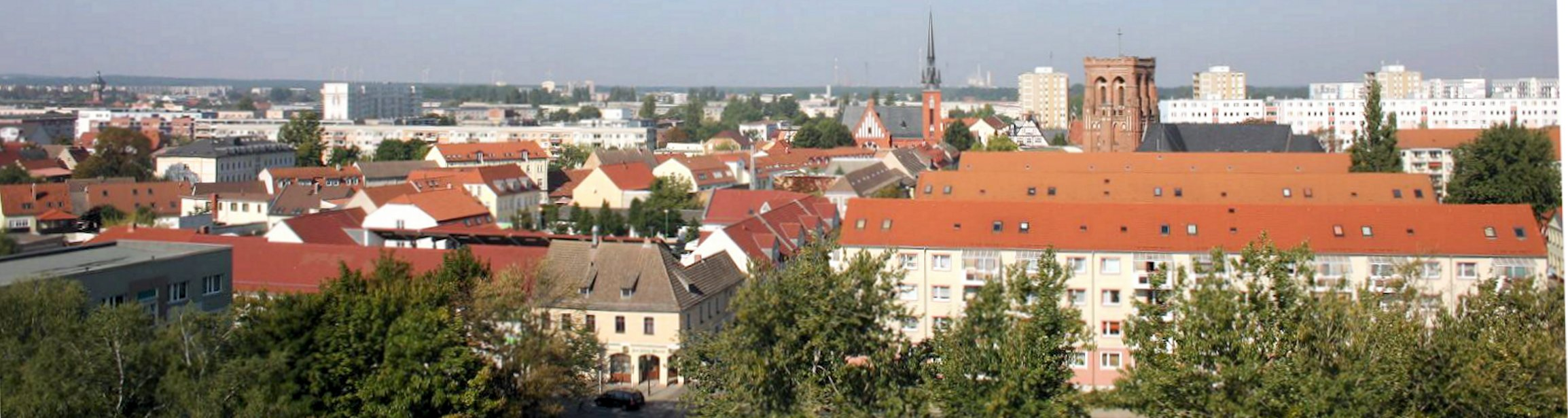
Вид з ринку в бік НПЗ
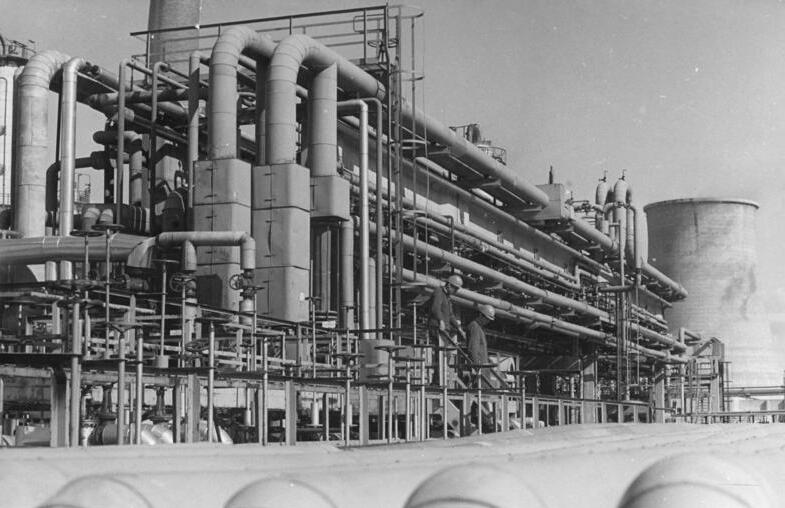
Нафтопереробний завод VEB Schwedt, 1970
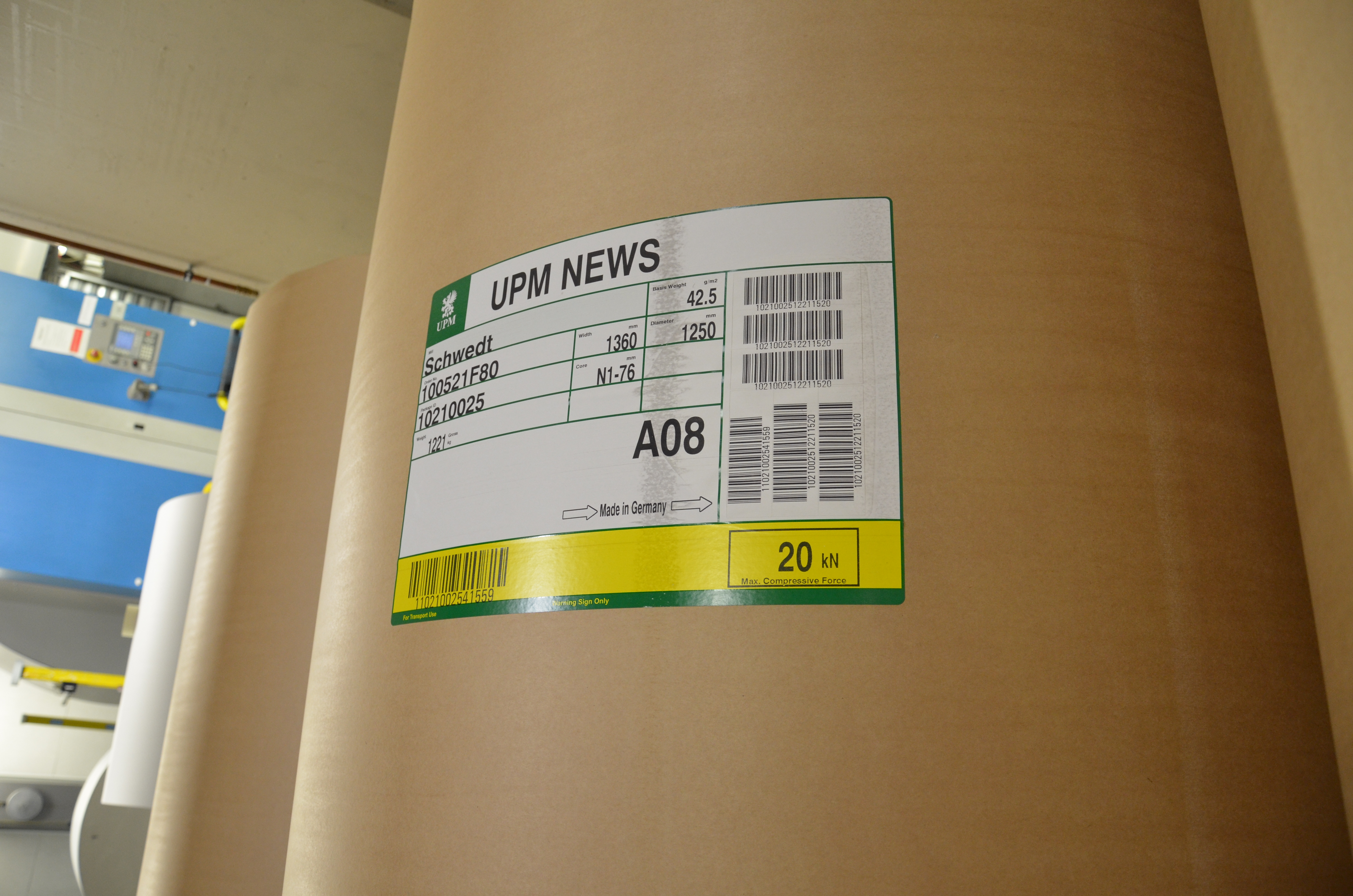
Папір місцевого виробництва для друку газет
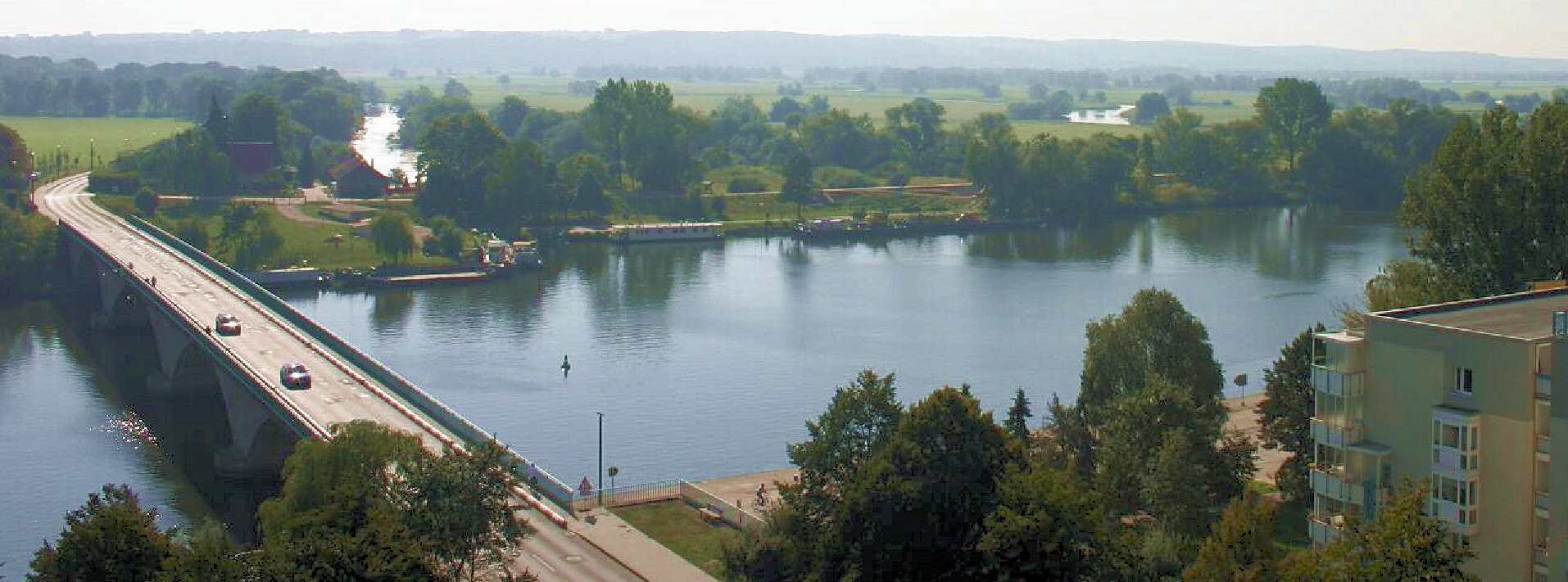
Міст над каналом
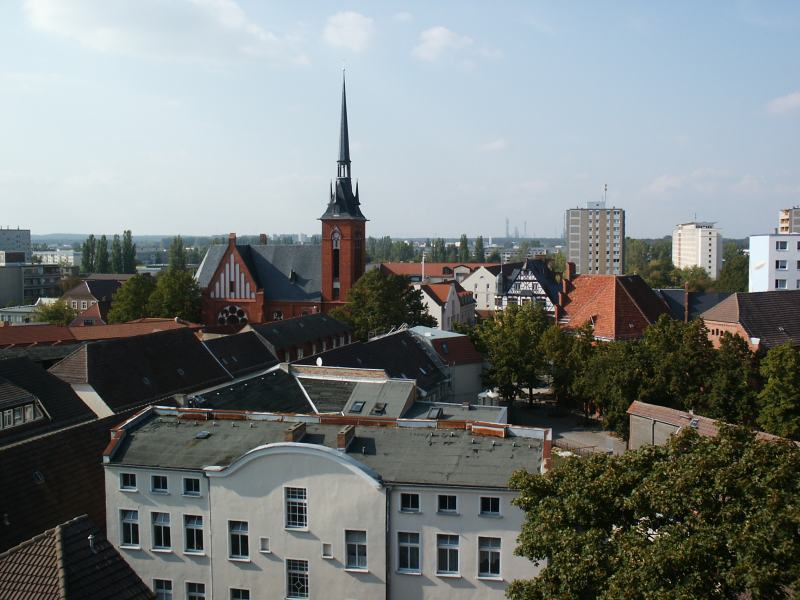
Старе місто
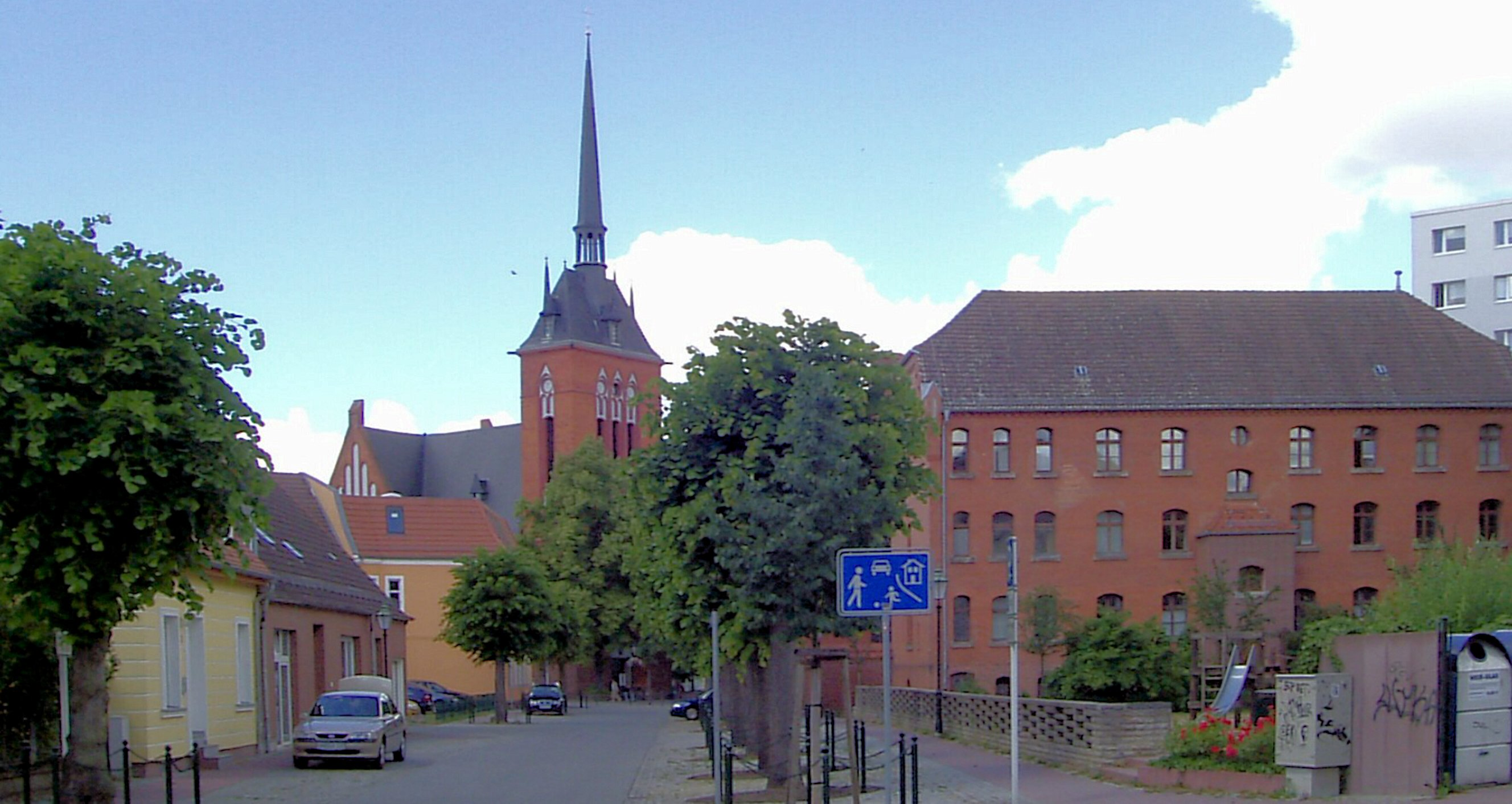
Окружний суд (праворуч) та церква Святої Марії (ліворуч) у Шведті
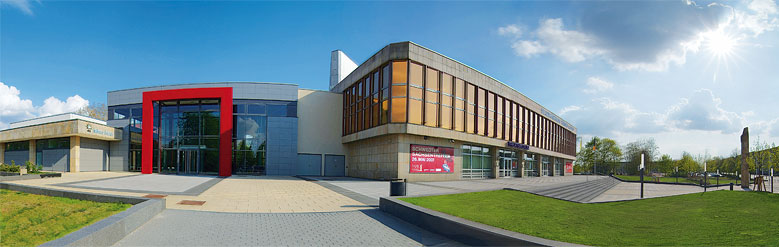
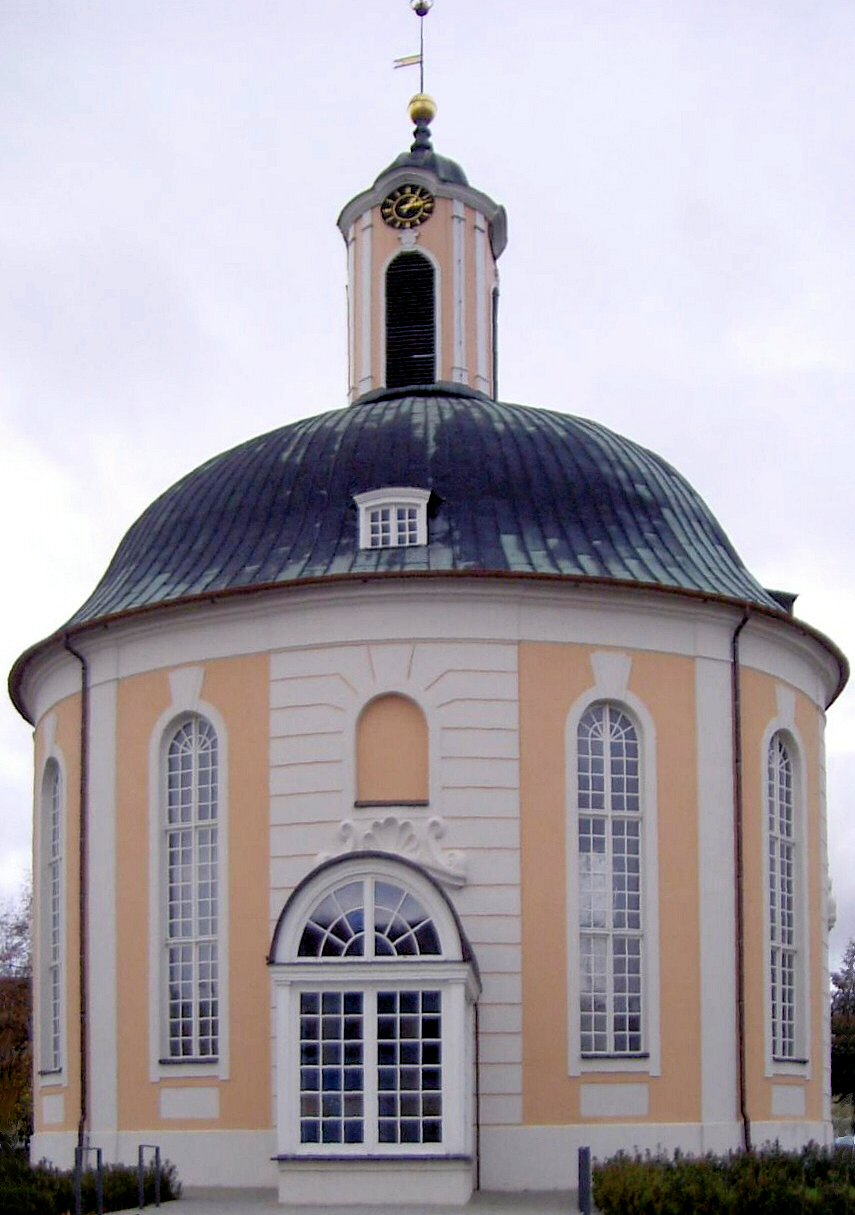
Berlischky-Pavillon, ehemalige französisch-reformierte Kirche
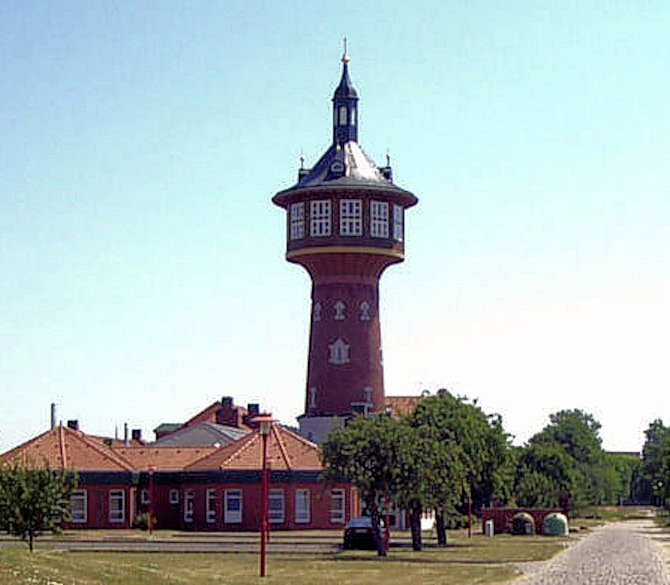
Відреставрована водяна вежа
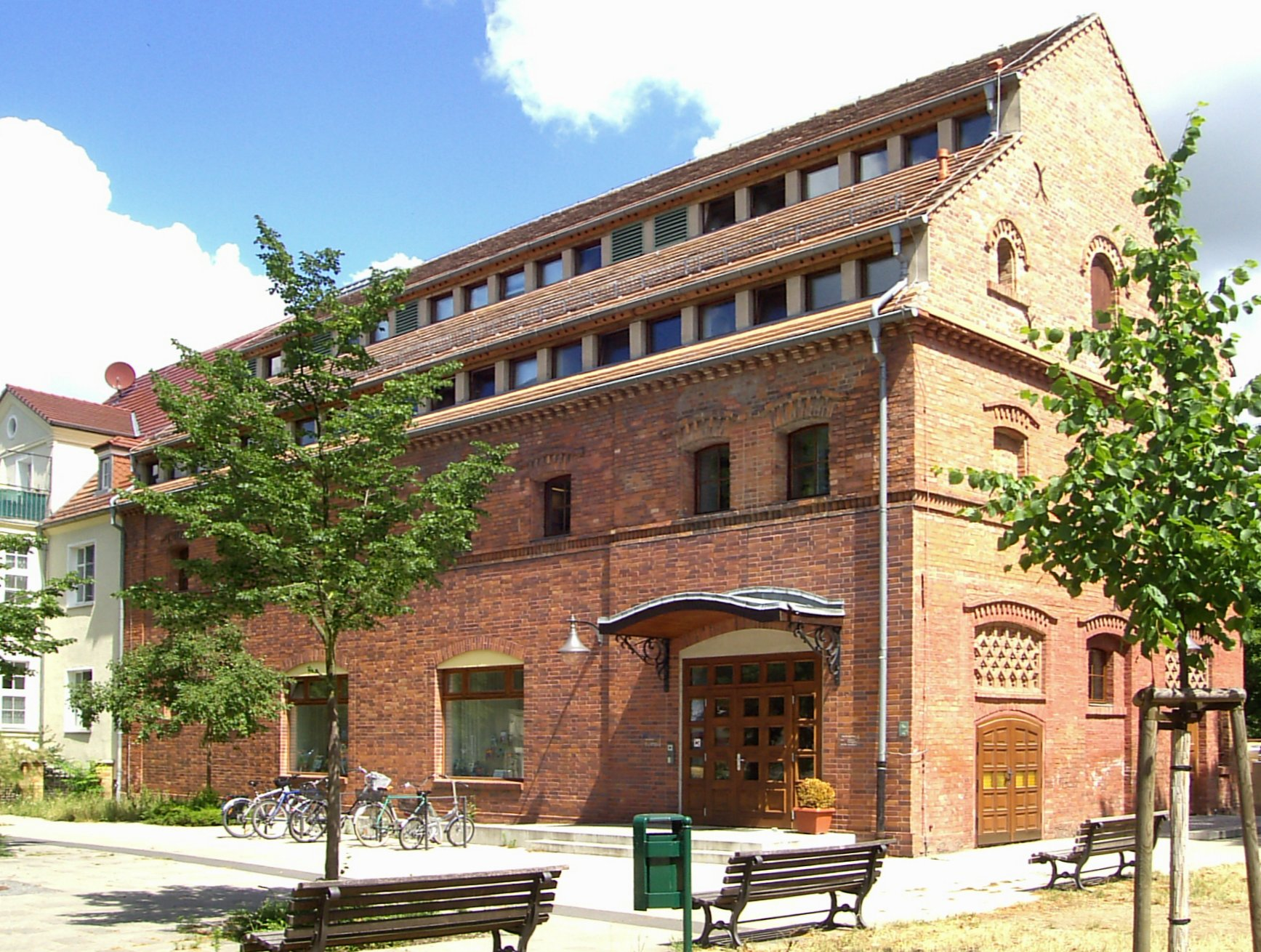
Ermelerspeicher, зведений 1836 року тютюновий магазин, тепер - бібліотека